# Zemljini magnetski polovi
Magnetski pol je točka na Zemlji gdje su silnice Zemljina magnetskog polja okomite na Zemljinu površinu. Sjeverni ili južni magnetski pol Zemlje se ne podudara s zemljopisnim polovima. Iz još nejasnih razloga, Zemljin magnetski pol se "seli" t.j. nije uvijek na istom mjestu. Te fluktacije nisu toliko malene koliko se čine.
U prošlosti Zemlje dolazilo je čak do izmjene polova tj. sjeverni magnetski pol bio "otišao" južni zemljopisni pol i obrnuto. Jasno,to je dovodilo do katastrofalnih posljedica. Ptice nisu znale kojim smjerom krenuti, pa su zimi otišle na sjever umjesto na jug i umrle zbog velikih hladnoća na sjeveru tijekom zime. Osim izumiranja ptica dolazilo je do dezorijentacije brojnih vrsta riba i morskih sisavaca.